# ويل يان لي

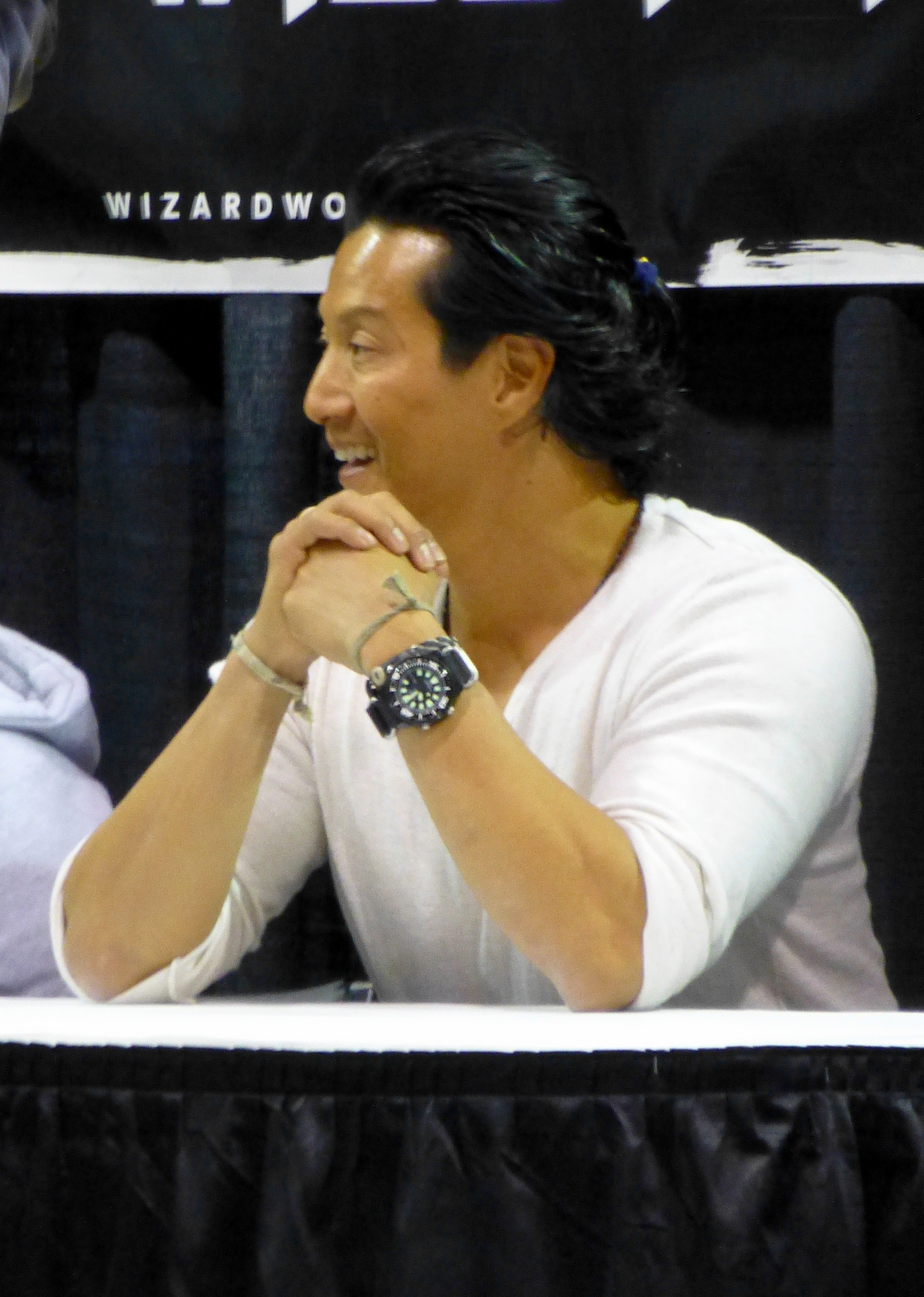
ويل يون لي عام 2013

ويل يون لي (هانغل: 이윌윤) (بالإنجليزية: Will yun Lee)‏ ، ممثل أمريكي من أصل كوري، من مواليد 22 مارس 1971م، شارك ويل يون لي في بداية حياته بفيلم Gung Fu: The New Dragon (2000) ، واشتهر ويل يون لي بدور سون مون القائد الكوري الشمالي بفيلم مت في يوم آخر عام 2002م.

## أفلامه
- مت في يوم آخر
- إلكترا
- سي إس آي: التحقيق في موقع الجريمة
- هاواي فايف أو
- توتال ريكول
- ريد دان
- الوولفيرين
- دم حقيقي
- سان أندرياس

## وصلات خارجية
- ويل يان لي على موقع IMDb (الإنجليزية)
- ويل يان لي على موقع ألو سيني (الفرنسية)
- ويل يان لي على موقع أول موفي (الإنجليزية)
- ويل يان لي على موقع قاعدة بيانات الأفلام السويدية (السويدية)
- ويل يان لي على موقع قاعدة بيانات الفيلم (الإنجليزية)
- ويل يان لي على موقع كينوبويسك (الروسية)
- 2007 AZN Asian Excellence Awards